# Casino Nouveau-Brunswick
Le Casino Nouveau-Brunswick est situé à Moncton, au Nouveau-Brunswick (Canada). Il fut inauguré en 2010 au coût de 90 millions $. Il comprend 500 machines à sous, une trentaine de tables de jeux, des bars, des restaurants et environ 400 employés. Il comprend aussi un hôtel de 128 chambres et une salle de spectacle de 1800 places.